# Oxira postfusca
Oxira postfusca là một loài bướm đêm trong họ Noctuidae.